# Enric Nolla i Gual
Enric Nolla i Gual (Caracas, 1966) és un autor teatral i docent català nascut a Veneçuela que ha desenvolupat la seva obra a Barcelona des de 1991.
Es va formar com a dramaturg en els tallers de José Sanchis Sinisterra. És professor de dramatúrgia i escriptura teatral a l'Institut del Teatre de Barcelona. La seva obra ha estat traduïda al castellà, grec i l'alemany.
Entre els seus treballs més destacats hi ha la tragèdia rural Hurracà, finalista al premi Ignasi Iglésias 1995. Va estrenar À pas de gel en el desert al festival de Sitges del 1996.
Ha obtingut el Premi Serra d'Or en la categoria de teatre i arts escèniques el 2001 amb Hurracà i el 2002 amb Tractat de blanques.

## Textos realitzats
- Librium (1995)
- A pas de gel en el desert (1996)
- Hurracan (1998)
- L'Illa dels dragons (1999)
- Tractat de blanques (2001)
- Sortida d'emergència (2003)
- Safari (2005)
- Còlera (2006)
- El berenar d'Ulisses (2010)
- 7/24 o la llegenda de l'home que flota sobre els parcs (2012)
- No em diguis que ens menja la nit (2013)
- Visita a les zones humides de la reserva (2015)
- Tu no surts a la foto (2016)[5]